# Vilanova de Meià
Vilanova de Meià est une commune de la province de Lérida, en Catalogne, en Espagne, de la comarque de Noguera